# CANDIES BEATS
『CANDIES BEATS』は、1989年に発表された、日本の女性アイドルグループであるキャンディーズの楽曲を素材として制作したリミックス・アルバムである。『CANDY POP POSSE』 (キャンディー・ポップ・ポッシュ)名義で発表された。

## 概要
当時、PSY・Sのメンバーであった松浦雅也が、キャンディーズのレコードをリリースしていた音楽管理会社の倉庫からマスターテープを選び、新たにマスターを制作してロンドンのリミキサー達にリミックスを依頼した。また、松浦自身もリミックスを手がけている。
なお、ソニー・ミュージックエンタテインメントのキャンディーズのディスコグラフィーには本作の記載はなく、『キャンディー・ポップ・ポッシュ』の作品として独立した扱いとなっている。但し、本作のアートワークには本人達の写真やシングルのジャケットなどが記載されている。
リミキサーには、ネリー・フーパー (当時はイギリスのR&B・ユニットであるソウル・II・ソウルに在籍)、屋敷豪太、J・ソウル・ケインなどがいる。また、ギターで鈴木賢司が参加している。
2006年10月25日、ジャケット写真を差し替え、ボーナストラックを追加してソニー・ミュージックダイレクトより再発された(MHCL-710)。この盤では「危い土曜日」の表記が本来のものになっている。

## 収録曲
1. "THEME OF CANDIES BEATS"～DANGEROUS SATURDAY (危ない土曜日)
本来の曲名と、本作に記載の送りがなが異なっている。なお、"THEME OF CANDIES BEATS"はイントロ的なインストゥルメンタルである。
2. MY YOUNGER BOYFRIEND (年下の男の子)
3. SHY BOY (内気なあいつ)
4. MY SWEET LITTLE DEVIL (やさしい悪魔)
5. PRISONER OF LOVE (愛のとりこ)
6. SUMMER BREEZE (春一番)
7. SYMPHONY OF PATHOS (哀愁のシンフォニー)
8. DON'T TURN ME ON (その気にさせないで)
9. CANDIES BEATS (Extended Version)
『年下の男の子』～『危ない土曜日』～『やさしい悪魔』～『内気なあいつ』のメドレーである。
10. 春一番 from "春の歌 Sisters Sing Spring" （2006年盤のみ収録）

## その他
本作のライナーノーツには、フーパーの紹介に「あのマドンナからも声がかかっている」とあるが、実際にフーパーがマドンナを手がけることになるのは、本作の5年後にリリースされたアルバム『ベッドタイム・ストーリーズ』であった。